# چگالی طیفی

شکل بالا چگالی طیفی یک نور فلورسنت به صورت تابعی از طول‌موج نوری است که نشان‌دهنده قله‌هایی در گذارهای اتمی است، که این موضوع توسط فلش‌های عدد دار نشان داده شده‌است.

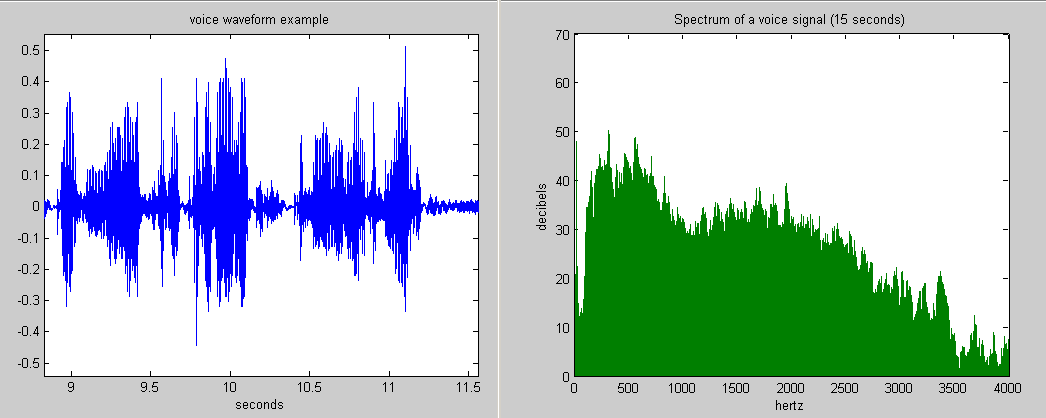
حالت‌موج صدا روی زمان (سمت چپ) دارای یک طیف توان صدایی گسترده‌است (راست).

طیف توان {\displaystyle S_{xx}(f)} برای یک سری زمانی {\displaystyle x(t)} توصیف کننده توزیع توان به مولفه‌های فرکانسی تشکیل دهنده سیگنال است. بر اساس آنالیز فوریه، هر سیگنال فیزیکی را می‌توان به تعدادی از فرکانس‌های گسسته، یا طیفی از فرکانس‌ها در یک محدوده پیوسته تجزیه کرد. میانگین آماری یک سیگنال معین یا نوعی از سیگنال (شامل نویز) وقتیکه از دیدگاه محتوای فرکانس آن تحلیل می‌شوند، طیف آن سیگنال نامیده می‌شوند.
وقتیکه انرژی سیگنال در حول و حوش یک بازه زمانی محدود متمرکز شود، مخصوصاً اگر کل انرژی آن محدود باشد، می‌توان چگالی طیفی انرژی آن را محاسبه کرد. چیزی که معمول‌تر است، چگالی طیفی توان (یا به صورت ساده‌تر طیف توان) است که به سیگنال‌های موجود در کل زمان، یا به یک دوره زمانی به اندازه کافی بزرگ (مخصوصا در رابطه با مدت زمان اندازه‌گیری) که این آخری هم می‌تواند به صورت مشابه روی یک بازه زمانی نامحدود باشد، اعمال می‌شود. چگالی طیف توان (PSD) آنوقت به توزیع انرژی طیفی که «در هر واحد زمان» یافت می‌شود، ارجاع دارد، زیرا انرژی کلی چنین سیگنالی در تمام زمان معمولاً بینهایت است. مجموع‌یابی یا انتگرال‌گیری مولفه‌های طیفی منجر به توان کلی (برای یک فرایند فیزیکی) یا واریانس (در یک فرایند آماری) می‌شود، این مشابه آن‌چیزی است که از انتگرال‌گیری {\displaystyle x^{2}(t)} روی دامنه زمانی به دست می‌آید، که این موضوع توسط قضیه پارسوال اجبار می‌شود.
طیف یک فرایند فیزیکی {\displaystyle x(t)} معمولاً شامل اطلاعات اساسی دربارهٔ طبیعت {\displaystyle x} است. یک مثال آن، زیروبمی و رنگ برای یک وسیله موسیقی است به صورت فوری توسط تحلیل طیفی معین می‌شود. مثال دیگر رنگ یک منبع نوری است که توسط طیف موج الکترومغناطیسی برای فیلد الکتریکی {\displaystyle E(t)} موقعی که در فرکانس بسیار بالا نوسان می‌کند، تعیین می‌شود. برای به دست آوردن یک فرم طیفی از سری زمانی، مثل موارد بالا، باید از تبدیل فوریه، و تعمیم‌های مبتنی بر تحلیل فوریه استفاده کرد. در بسیاری از حالات، دامنه زمانی در عمل اعمال نمی‌گردد، مثل موقعی که از یک منشور پراکنده استفاده می‌کنیم تا به یک طیف نوری در یک طیف‌سنج برسیم، یا موقعی که یک صدا از طریق تأثیرگذاری روی گیرنده‌های صوتی در گوش درونی درک می‌شود، که در این‌جا هر گیرنده به یک فرکانس خاص حساس است.
با این حال این مقاله روی وضعیت‌هایی تمرکز می‌کند که سری زمانی‌شان را می‌دانیم (حداقل در مفهوم آماری) یا سری زمانی به صورت مستقیم اندازه‌گیری شده‌است (مثلا توسط میکروفن و توسط رایانه نمونه‌برداری شده). طیف توانی در پردازش سیگنال آماری مهم است، همچنین در مطالعه آماری فرایندهای تصادفی، و نیز در خیلی از رشته‌های دیگر در فیزیک و مهندسی هم اهمیت دارد. معمولاً این فرایند، تابعی از زمان است، اما می‌توان داده را در زمینه فضایی نیز بررسی کرد که این توسط فرکانس فضایی تجزیه می‌شود.

## توضیح
هر سیگنالی را که بتوان به صورت متغیری نمایش داد که در زمان تغییر می‌کند، یک طیف فرکانسی متناظر دارد. این موضوع شامل موجودیت‌های آشنایی مثل نور قابل مشاهده (که به صورت رنگ درک می‌شود)، نت موسیقی (که به صورت زیروبمی درک می‌شود)، رادیو/تلویزیون (که توسط فرکانس شان، یا گاهی توسط طول‌موج تعیین می‌شود) و حتی چرخش منظم زمین می‌شود. موقعی که این سیگنال‌ها به حالت یک طیف فرکانسی دیده شوند، جنبه‌های معینی از سیگنال دریافتی یا فرایندهای زیرین تولیدکننده آن‌ها آشکار می‌شود. در بعضی از حالات طیف فرکانسی دارای یک قله مجزا است که با یک مولفه موج سینوسی متناظر است. و بعلاوه ممکن است قله‌هایی متناظر با هارمونیک‌های یک قله اصلی وجود داشته باشد، که نشان‌دهنده یک سیگنال تناوبی است که یک سینوسی ساده نیست. یا یک طیف پیوسته می‌تواند بازه‌های فرکانسی باریک را نشان دهد که متناظر با تشدید (رزونانس) به صورت قوی افزایش می‌یابد، یا بازه‌های فرکانسی شامل توان تقریباً صفر باشند که توسط یک فیلتر شکافی تولید شده‌اند.
در فیزیک، سیگنال می‌تواند یک موج باشد، مثل یک موج الکترومغناطیسی، یک موج صوتی یا اینکه ارتعاش یک مکانیزم باشد. چگالی طیف توانی (PSD) برای سیگنال، توصیف‌کننده توان موجود در سیگنال به صورت تابعی از فرکانس در واحد فرکانس است. چگالی طیف توانی معمولاً به صورت وات به ازای هرتز (W/Hz) بیان می‌شود.
موقعی که یک سیگنال مثلا از دیدگاه ولتاژ، تعریف شده‌است، هیچ توان یکتایی مرتبط با دامنه بیان شده وجود ندارد. در این حالت، «توان» به سادگی از دیدگاه مربع سیگنال حساب می‌شود، همان‌طور که این با توان واقعی تحویل شده توسط آن سیگنال به یک امپدانس معین متناسب است. از این رو می‌توان از واحدهای V2 Hz−1 برای PSD استفاده کنیم و از V2 s Hz−1 برای ESD (چگالی طیف انرژی energy spectral density) استفاده کنیم، اگرچه هیچ «توان» یا «انرژی» واقعی تعیین نشده‌است.
بعضی اوقات به یک چگالی طیفی دامنه (ASD) (amplitude spectral density) برخورد می‌کنیم، که جذر دوم PSD است؛ ASD برای سیگنال ولتاژ واحد V Hz−1/2 دارد. این موضوع موقعی مفید است که بیشتر شکل طیف ثابت است، زیرا آنوقت تغییرات در ASD با تغییرات در خود مرحله ولتاژ سیگنال متناسب است. اما از نظر ریاضیاتی استفاده از PSD ترجیح دارد، زیرا تنها در آن حالت مساحت زیر منحنی از لحاظ توان واقعی تحت همه فرکانس‌ها یا تحت پهنای‌باند معین معنی‌دار است.
در حالت معمول، واحد PSD همان نسبت واحدهای واریانس در واحد فرکانس است؛ از این رو، مثلا، سری‌های مقادیر جابجایی (در متر) روی زمان (در ثانیه) دارای PSD در واحد m2/Hz خواهد بود. برای تحلیل ارتعاش تصادفی، به صورت مکرر از واحدهای g2 Hz−1 برای شتاب PSD استفاده می‌شود. در اینجا g نشان‌دهنده نیروی گرانش است.
از نظر ریاضیاتی، نیازی به انتساب ابعاد فیزیکی به سیگنال یا متغیر مستقل نیست. و در بحثی که در ادامه می‌آید، معنی x(t) نامعین می‌ماند، اما فرض می‌شود که متغیر مستقل، زمان است.

## تعریف

### چگالی طیف انرژی
چگالی طیف انرژی توصیف کننده روشی است که انرژی یک سیگنال یا یک سری زمانی در طول فرکانس توزیع می‌شود. در اینجا، اصطلاح انرژی در مفهوم عمومی‌اش در پردازش سیگنال استفاده شده‌است؛ یعنی، انرژی {\displaystyle E} از یک سیگنال {\displaystyle x(t)} به این صورت است:
{\displaystyle E\triangleq \int _{-\infty }^{\infty }|x(t)|^{2}\ dt.}
چگالی طیف انرژی برای  موارد گذرا بسیار مناسب است-یعنی، سیگنال‌های شبیه پالس، که در آن موقع انرژی کلی محدودی دارد. چه محدود باشد یا نباشد، قضیه پارسوال، (یا قضیه پلانچرل) به ما یک عبارت جایگزین برای انرژی سیگنال می‌دهد:
{\displaystyle \int _{-\infty }^{\infty }|x(t)|^{2}\,dt=\int _{-\infty }^{\infty }|{\hat {x}}(f)|^{2}\ df,}
که در آن:
{\displaystyle {\hat {x}}(f)\triangleq \int _{-\infty }^{\infty }e^{-i2\pi ft}x(t)\ dt}
مقدار تبدیل فوریه {\displaystyle x(t)} در فرکانس {\displaystyle f} (به هرتز) است. این قضیه در حالت‌های زمان-گسسته نیز درست است. به این دلیل که انتگرال سمت راست همان انرژی سیگنال است، عبارت‌زیرانتگرال {\displaystyle \left|{\hat {x}}(f)\right|^{2}} را می‌توان به صورت یک تابع چگالی تفسیر کرد، که توصیف‌کننده انرژی موجود در سیگنال در فرکانس {\displaystyle f} است. از این رو، چگالی طیفی انرژی برای {\displaystyle x(t)} به این صورت تعریف می‌شود:

| {\displaystyle {\bar {S}}_{xx}(f)\triangleq \left\|{\hat {x}}(f)\right\|^{2}} | \| \| \| \| \| \| \| \| | (Eq.1) |
|                                                                               |                         |        |
|                                                                               |                         |        |
تابع {\displaystyle {\bar {S}}_{xx}(f)} و خودهمبستگی برای {\displaystyle x(t)} یک زوج تبدیل فوریه می‌سازند، این نتیجه‌گیری به نام قضیه وینر-خینشین شناخته می‌شود (تناوب‌سنج را ببیند).
به عنوان یک مثال فیزیکی از اینکه چگونه می‌توان چگالی طیف انرژی یک سیگنال را اندازه‌گرفت، فرض کنید که {\displaystyle V(t)} نمایش دهنده پتانسیل (در ولت) از یک پالس الکتریکی باشد که در طول یک خط انتقال انتشار با امپدانس Z منتشر شده‌است، و فرض کنید که این خط توسط یک مقاومت متناظر خاتمه می‌یابد (از این رو همه انرژی پالس به مقاومت تحویل داده می‌شود، و هیچ انرژی بازگشت نمی‌کند). از طریق قانون اهم، توان تحویل شده به مقاومت در زمان {\displaystyle t} برابر {\displaystyle V(t)^{2}/Z} است، از این رو انرژی کلی از طریق انتگرال‌گیری {\displaystyle V(t)^{2}/Z} نسبت به زمان روی مدت پالس به دست می‌آید. برای یافتن مقدار چگالی طیفی انرژی {\displaystyle {\bar {S}}_{xx}(f)} در فرکانس {\displaystyle f}، می‌توان بین خط انتقال و مقاومت یک فیلتر میان‌گذر قرار داد، که فقط محدوده باریکی از فرکانس‌ها (به آن بگوییم {\displaystyle \Delta f}) نزدیک فرکانس مورد علاقه را از خود عبور می‌دهد، و سپس کل انرژی {\displaystyle E(f)} را که از میان مقاومت از بین می‌رود را باید اندازه‌گیری کنیم. مقدار چگالی طیف انرژی در {\displaystyle f} آنوقت به مقدار {\displaystyle E(f)/\Delta f} تخمین زده می‌شود. در این مثال، به این دلیل که توان {\displaystyle V(t)^{2}/Z} دارای واحد V2 Ω−1 است، انرژی {\displaystyle E(f)} واحد V2 s Ω−1 = J دارد، و از این رو تخمین {\displaystyle E(f)/\Delta f} از چگالی طیف انرژی واحد J Hz−1 را دارد که نیاز داشتیم. در بیشتر حالات، می‌توان گام تقسیم بر {\displaystyle Z} را فراموش کرد و از این رو چگالی طیف انرژی در عوض واحد V2 Hz−1 را خواهد داشت.
این تعریف به روش مستقیم به سیگنال گسسته با تعداد قابل شمارش نامتناهی مقایر {\displaystyle x_{n}} تعمیم می‌یابد، مثل یک سیگنال که در زمان‌های گسسته {\displaystyle x_{n}=x_{0}+(n\Delta t)} نمونه‌گیری شده‌است:
{\displaystyle {\bar {S}}_{xx}(f)=\lim _{N\to \infty }(\Delta t)^{2}\underbrace {\left|\sum _{n=-N}^{N}x_{n}e^{-i2\pi fn\Delta t}\right|^{2}} _{|{\hat {x}}_{d}(f)|^{2}},}
در اینجا {\displaystyle {\hat {x}}_{d}(f)} همان تبدیل فوریه زمان-گسسته برای {\displaystyle x_{n}.} است. بازه نمونه‌گیری {\displaystyle \Delta t} برای نگهداری واحدهای فیزیکی صحیح، و نیز برای اطمینان از اینکه ما در حد {\displaystyle \Delta t\to 0.} حالت پیوسته را بازیابی می‌کنیم، نیاز است. اما در علوم ریاضیات این بازه معمولاً به ۱ تنظیم می‌شود، که نتایج را با هزینه تعمیم آن، ساده‌سازی می‌کند. (فرکانس نرمال‌سازی‌شده را ببیند).

### چگالی طیف توانی
تعریف بالا برای چگالی طیف انرژی، برای حالت گذرا (سیگنال‌های مشابه پالس) مناسب است، که در آن انرژی در حول یک پنجره زمانی متمرکز شده‌است؛ در آنصورت تبدیل‌های فوریه برای سیگنال‌ها معمولاً وجود دارد. برای سیگنال‌های پیوسته روی همه زمان، به صورت جایگزین باید چگالی طیفی توان (PSD) را تعریف کرد، که این تعریف برای فرایندهای مانا وجود دارد؛ این موضوع توصیف می‌کند که چگونه توان یک سیگنال یا سری زمانی روی فرکانس توزیع شده‌است، مثل مثال ساده‌ای که در قبل داشتیم. در اینجا، توان می‌تواند توان فیزیکی واقعی باشد، یا به صورت معمول‌تر، برای سادگی با سیگنال‌های انتزاعی، به سادگی توسط مقدار مجذور سیگنال شناسایی شود. برای مثال، آماردانان واریانس یک تابع را روی زمان (یا روی متغیر مستقل دیگر) {\displaystyle x(t)} مطالعه می‌کنند، و به کمک قیاس با سیگنال‌های الکتریکی (از میان دیگر فرایندهای فیزیکی)، معمول است که به آن طیف توانی بگوییم، حتی وقتیکه هیچ توان فیزیکی درگیر نیست. اگر کسی بخواهد یک منبع ولتاژ فیزیکی را که از {\displaystyle x(t)} پیروی می‌کند بسازد، و آن را به پایانه‌های یک مقاومت ۱ اهمی اعمال کند، آنوقت توان آنی هدر رفته در آن مقاومت به اندازه {\displaystyle x(t)^{2}} وات است.
توان میانگین {\displaystyle P} از یک سیگنال {\displaystyle x(t)} در تمام زمان از این رو توسط این میانگین زمانی به دست می‌آید، که در آن دوره {\displaystyle T} در یک زمان اختیاری {\displaystyle t=t_{0}} مرکزدهی شده‌است:
{\displaystyle P=\lim _{T\to \infty }{\frac {1}{T}}\int _{t_{0}-T/2}^{t_{0}+T/2}|x(t)|^{2}\,dt}
با این حال، به خاطر تعامل با ریاضیاتی که در ادامه می‌آید، ساده‌تر است که با حدود زمانی موجود در خود سیگنال به جای حدود زمانی موجود در مرزهای انتگرال سروکار داشته باشیم. از این رو، ما یک نمایش جایگزین برای توان میانگین داریم که در آن {\displaystyle x_{T}(t)=x(t)w_{T}(t)} و {\displaystyle w_{T}(t)} در یک دوره اختیاری یک و در بقیه محل‌ها صفر اند.
{\displaystyle P=\lim _{T\to \infty }{\frac {1}{T}}\int _{-\infty }^{\infty }|x_{T}(t)|^{2}\,dt}
به صورت واضح، در حالاتی که عبارت بالا برای P غیرصفر است (حتی وقتیکه T به صورت بدون مرز افزایش می‌یابد) خود انتگرال هم باید بدون مرز افزایش بیابد. این همان دلیلی است که ما نمی‌توانیم از خود چگالی طیف انرژی استفاده کنیم، زیرا انتگرال را در این حالات واگرا می‌کند.
در تحلیل محتوای فرکانس سیگنال {\displaystyle x(t)}، ممکن است بخواهیم تبدیل فوریه معمول {\displaystyle {\hat {x}}(f)} را محاسبه کنیم؛ با این حال، برای بسیاری از سیگنال‌های مورد علاقه تبدیل فوریه به صورت صوری موجود نیست. صرفنظر از این موضوع، قضیه پارساول به ما می‌گوید که ما می‌توانیم توان میانگین را به این صورت بازنویسی کنیم:
{\displaystyle P=\lim _{T\to \infty }{\frac {1}{T}}\int _{-\infty }^{\infty }|{\hat {x}}_{T}(f)|^{2}\,df}
آنوقت چگالی طیف توان به صورت ساده به صورت زیرانتگرال بالا تعریف می‌شود.

| {\displaystyle S_{xx}(f)=\lim _{T\to \infty }{\frac {1}{T}}\|{\hat {x}}_{T}(f)\|^{2}\,} | \| \| \| \| \| \| \| \| | (Eq.2) |
|                                                                                         |                         |        |
|                                                                                         |                         |        |
از اینجا ما می‌توانیم {\displaystyle |{\hat {x}}_{T}(f)|^{2}} را به صورت تبدیل فوریه از هم‌گشت زمانی {\displaystyle x_{T}^{*}(-t)} و {\displaystyle x_{T}(t)} ببنیم:
{\displaystyle |{\hat {x}}_{T}(f)|^{2}={\mathcal {F}}\left\{x_{T}^{*}(-t)\mathbf {*} x_{T}(t)\right\}=\int _{-\infty }^{\infty }\left[\int _{-\infty }^{\infty }x_{T}^{*}(t-\tau )x_{T}(t)dt\right]e^{-i2\pi f\tau }\ d\tau }
اکنون، ما همگشت زمانی بالا را بر دوره {\displaystyle T} تقسیم می‌کنیم، و سپس حد {\displaystyle T\rightarrow \infty } را می‌گیریم، این تبدیل به تابع خودهمبستگی برای سیگنال فاقد-پنجره {\displaystyle x(t)} می‌شود، که توسط {\displaystyle R_{xx}(\tau )} نشان داده می‌شود، با این شرط که {\displaystyle x(t)} ارگادیک باشد، که این موضوع در بیشتر، اما نه همه، حالات عملی درست است.
{\displaystyle \lim _{T\to \infty }{\frac {1}{T}}|{\hat {x}}_{T}(f)|^{2}=\int _{-\infty }^{\infty }\left[\lim _{T\to \infty }{\frac {1}{T}}\int _{-\infty }^{\infty }x_{T}^{*}(t-\tau )x_{T}(t)dt\right]e^{-i2\pi f\tau }\ d\tau =\int _{-\infty }^{\infty }R_{xx}(\tau )e^{-i2\pi f\tau }d\tau }
از اینجا، ما می‌بینیم که دوباره با فرض ارگادیک بودن {\displaystyle x(t)}، «چگالی طیفی توان» به صورت «تبدیل فوریه تابع خودهمبستگی» به دست می‌آید (قضیه وینر-خینشین).

| {\displaystyle S_{xx}(f)=\int _{-\infty }^{\infty }R_{xx}(\tau )e^{-i2\pi f\tau }\,d\tau ={\hat {R}}_{xx}(f)} | \| \| \| \| \| \| \| \| | (Eq.3) |
| |                         |        |
| |                         |        |
بیشتر نویسنده‌ها از این معادله برای تعریف واقعی چگالی طیفی توان استفاده می‌کنند.
توان سیگنال در یک باند فرکانسی معین {\displaystyle [f_{1},f_{2}]} که در آن، {\displaystyle 0<f_{1}<f_{2}} توسط انتگرال‌گیری روی فرکانس محاسبه می‌شود. به این دلیل که {\displaystyle S_{xx}(-f)=S_{xx}(f)}، یک مقدار برابر از توان را می‌توان به باندهای فرکانسی مثبت و منفی منتسب کرد، که به دلیل فاکتور ۲ در حالتی که در ادامه است محسوب می‌شود (چنین فاکتورهای بدیهی بستگی به رسوم استفاده شده دارند):
{\displaystyle P_{\mathsf {bandlimited}}=2\int _{f_{1}}^{f_{2}}S_{xx}(f)\,df}
به صورت معمول‌تر، فنون مشابهی را می‌توان برای تخمین چگالی طیفی در زمان-متغیر استفاده کرد. در این حالت، بازه زمانی {\displaystyle T} محدود است به جای آنکه به سمت بی‌نهایت میل کند. این منجر به پوشش و رزلوشن طیفی کمتری می‌شود زیرا فرکانس‌های کمتر از {\displaystyle 1/T} نمونه برداری نمی‌شوند، و منجر به فرکانس‌هایی می‌شوند که یک ضرب عدد صحیح از {\displaystyle 1/T} مستقل نیستند. فقط به کمک چنین سری زمانی منفردی، طیف توانی تخمین‌زده‌شده بسیار «نویزدار» خواهد بود؛ با این حال، این موضوع اگر بتوانیم مقدار انتظاری را (در معادله بالا) ارزیابی کنیم، این خطاها تسکین می‌یابد، که در این حالت باید از تعداد بزرگی (یا تعداد بی‌نهایتی) از طیف‌های با زمان-اندک متناظر با آنسامبل آماری که از تحقق‌های {\displaystyle x(t)} که روی پنجره زمانی معین، ارزیابی شده‌اند، استفاده کرد.
درست مثل چگالی طیفی انرژی، تعریف چگالی طیفی توانی را نیز می‌توان به متغیرهای زمان گسسته {\displaystyle x_{n}} تعمیم داد. مثل قبل، ما یک پنجره {\displaystyle -N\leq n\leq N} را با سیگنال نمونه‌برداری شده در زمان‌های گسسته {\displaystyle x_{n}=x_{0}+(n\Delta t)} برای دوره اندازه‌گیری کلی {\displaystyle T=(2N+1)\Delta t} در نظر می‌گیریم.
{\displaystyle S_{xx}(f)=\lim _{N\to \infty }{\frac {(\Delta t)^{2}}{T}}\left|\sum _{n=-N}^{N}x_{n}e^{-i2\pi fn\Delta t}\right|^{2}}
توجه کنید که یک تخمین منفرد از PSD از طریق یک تعداد محدود نمونه‌برداری قابل دستیابی است. مثل قبل، PSD واقعی موقعی به دست می‌آید که {\displaystyle N} (و از این رو {\displaystyle T}) به سمت بی‌نهایت میل کند، و مقدار انتظاری به صورت صوری اعمال شود. در یک کاربرد جهان واقعی، می‌توان معمولاً PSD های محدود اندازه‌گیری شده را روی چندین سعی میانگین‌گیری می‌کنیم، تا به یک تخمین دقیق تر از PSD نظری از فرایند فیزیکی زیربنای اندازه‌گیری‌های منفرد برسیم. به این PSD محاسبه‌شده گاهی دوره‌سنج (periodogram) گفته می‌شود. این دوره‌سنج موقعی به PSD درست همگرا می‌شود که تعداد تخمین‌ها و همچنین بازه زمانی میانگین {\displaystyle T} به سمت بی‌نهایت میل کند (Brown & Hwang).
اگر دو سیگنال هر دو چگالی طیفی توانی را داشته باشند، آنوقت میان-چگالی طیف را به صورت مشابه می‌توان محاسبه کرد؛ همان‌طور که PSD با خودهمبستگی مرتبط است، چگالی طیف-میانی هم با میان-همبستگی مرتبط است.

#### ویژگی‌های چگالی طیفی توان
بعضی از ویژگی‌های PSD شامل:
- طیف چگالی همیشه حقیقی و غیرمنفی است، و طیف یک فرایند مقدار حقیقی همچنین یک تابع زوج از فرکانس است: {\displaystyle S_{xx}(-f)=S_{xx}(f)}.
- برای یک فرایند تصادفی پیوسته x(t)، تابع خودهمبستگی Rxx(t) را می‌توان از طیف توان Sxx(f) آن با استفاده از وارون تبدیل فوریه به دست آورد.
- به کمک قضیه پارساول، می‌توان واریانس (توان میانگین) برای یک فرایند را به کمک انتگرال‌گیری طیف توانی روی همه فرکانس‌ها محاسبه کرد:

{\displaystyle P={\text{Var}}(x)=\int _{-\infty }^{\infty }\!S_{xx}(f)\,df}
- برای یک فرایند حقیقی x(t) با چگالی طیف توان {\displaystyle S_{xx}(f)} می‌توان طیف انتگرال‌گیری شده یا توزیع طیف توان {\displaystyle F(f)} را محاسبه کرد، که تعیین‌کننده توان باندمحدود میانگین موجود در فرکانس‌ها از DC تا f است یعنی به کمک:[۱۹]

{\displaystyle F(f)=2\int _{0}^{f}S_{xx}(f')\,df'.}
توجه کنید که عبارت قبل برای توان کلی (واریانس سیگنال) حالت خاصی است که در آن f→∞.

### چگالی میان-طیف توان
اگر دو سیگنال {\displaystyle x(t)} و {\displaystyle y(t)} داده شده باشد، که هرکدام دارای چگالی طیف توان {\displaystyle S_{xx}(f)} و {\displaystyle S_{yy}(f)} باشند، می‌توان یک میان چگالی طبف توان (CPSD) یا میان چگالی طیف (CSD) تعریف کرد. برای شروع، بیایید توان میانگین برای چنین سیگنال ترکیبی را در نظر بگیریم.
{\displaystyle {\begin{aligned}P&=\lim _{T\to \infty }{\frac {1}{T}}\int _{-\infty }^{\infty }\left[x_{T}(t)+y_{T}(t)\right]^{*}\left[x_{T}(t)+y_{T}(t)\right]dt\\&=\lim _{T\to \infty }{\frac {1}{T}}\int _{-\infty }^{\infty }|x_{T}(t)|^{2}+x_{T}^{*}(t)y_{T}(t)+y_{T}^{*}(t)x_{T}(t)+|y_{T}(t)|^{2}dt\\\end{aligned}}}
به کمک نمادگذاری و روش‌های مشابهی با روش‌هایی که برای استخراج چگالی طیف توان استفاده می‌شوند، ما از قضیه پارساول بهره می‌گیریم و این را به دست می‌آوریم:
{\displaystyle S_{xy}(f)=\lim _{T\to \infty }{\frac {1}{T}}\left[{\hat {x}}_{T}^{*}(f){\hat {y}}_{T}(f)\right]\ \ \ \ \ \ \ S_{yx}(f)=\lim _{T\to \infty }{\frac {1}{T}}\left[{\hat {y}}_{T}^{*}(f){\hat {x}}_{T}(f)\right]}
که در آن، دوباره، مشارکت‌های {\displaystyle S_{xx}(f)} و {\displaystyle S_{yy}(f)} را از قبل می‌دانستیم. توجه کنید که {\displaystyle S_{xy}^{*}(f)=S_{yx}(f)}، از این رو مشارکت کامل توان میانی، به صورت کلی، تشکیل دهنده دوبرابر قسمت حقیقی از هر CPSD منفرد است. دوباره مثل قبل، از اینجا ما این ضرب‌ها را به صورت تبدیل فوریه برای همگشت زمانی بازسازی می‌کنیم، که وقتیکه به دوره تقسیم شود، و حد {\displaystyle T\to \infty }  آن گرفته شود، تبدیل به تبدیل فوریه برای یک تابع میان-همبستگی می‌شود.
{\displaystyle S_{xy}(f)=\int _{-\infty }^{\infty }\left[\lim _{T\to \infty }{\frac {1}{T}}\int _{-\infty }^{\infty }x_{T}^{*}(t-\tau )y_{T}(t)dt\right]e^{-i2\pi f\tau }d\tau =\int _{-\infty }^{\infty }R_{xy}(\tau )e^{-i2\pi f\tau }d\tau }
{\displaystyle S_{yx}(f)=\int _{-\infty }^{\infty }\left[\lim _{T\to \infty }{\frac {1}{T}}\int _{-\infty }^{\infty }y_{T}^{*}(t-\tau )x_{T}(t)dt\right]e^{-i2\pi f\tau }d\tau =\int _{-\infty }^{\infty }R_{yx}(\tau )e^{-i2\pi f\tau }d\tau }
که در آن {\displaystyle R_{xy}(\tau )} برابر میان-همبستگی برای {\displaystyle x(t)} با {\displaystyle y(t)} و {\displaystyle R_{yx}(\tau )} برابر میان-همبستگی برای {\displaystyle y(t)} با {\displaystyle x(t)} است. از این دیدگاه، PSD را می‌توان نوع خاصی از CSD برای {\displaystyle x(t)=y(t)} دید. برای حالتی که  {\displaystyle x(t)} و {\displaystyle y(t)} برابر سیگنال‌های ولتاژ و جریان هستند؛ چگالی طیفی دامنه مرتبط فقط یکی از CPSD‌ها است که با یک فاکتور دو مقیاس‌دهی شده‌است.
{\displaystyle \operatorname {CPSD} _{\rm {Full}}=2S_{xy}(f)=2S_{yx}(f)}
برای سیگنال‌های گسسته xn و yn ارتباط بین میان-چگالی طیف و میان-همبستگی به این صورت است:
{\displaystyle S_{xy}(f)=\sum _{n=-\infty }^{\infty }R_{xy}(\tau _{n})e^{-i2\pi f\tau _{n}}\Delta \tau }

## تخمین
هدف از تخمین چگالی طیف همان تخمین چگالی طیفی برای یک سیگنال تصادفی از ترتیبی از نمونه‌های زمانی است. بسته به آنکه چه چیزی را دربارهٔ سیگنال می‌دانیم، فنون تخمین می‌تواند شامل دیدگاه‌های پارامتری یا بدون-پارامتر باشد، و همچنین می‌تواند بر اساس تحلیل دامنه-زمان یا دامنه-فرکانس باشد. برای مثال، یک فن پارامتری معمول شامل متناسب‌سازی مشاهدات با یک مدل خودهمبسته است. یک فن بدون-پارامتر معمول دوره‌سنج (periodogram) است.
چگالی طیفی معمولاً توسط روش‌های تبدیل فوریه (مثل روش ولچ) تخمین زده می‌شود، اما از دیگر فنون مثل روش آنتروپی حداکثری نیز می‌توان استفاده کرد.

## مفاهیم مرتبط
- گرانیگاه طیفی یک سیگنال برابر نقطه میانی تابع چگالی طیفی آن است، یعنی آن فرکانسی است که توزیع را به دو قسمت مساوی تقسیم می‌کند.
- فرکانس حاشیه طیفی برای یک سیگنال یک گسترش برای مفهوم قبل به هر نسبت بجای دو قسمت برابر است.
- چگالی طیفی یک تابع از فرکانس، و نه تابعی از زمان است. با این حال، چگالی طیفی از یک پنجره کوچک از یک سیگنال بزرگتر را می‌توان محاسبه کرد، و دربرابر زمان مرتبط با پنجره ترسیم کرد. به این گراف طیف‌نگاره (spectrogram) گفته می‌شود. این موضوع مبنایی برای تعدادی از فنون تحلیل طیفی مثل تبدیل فوریه زمان-کوتاه و موجک است.
- یک «طیف» معمولاً به معنی چگالی طیف توان، به صورت توضیح داده شده در بالا است، که توزیع محتوای سیگنال را روی فرکانس ترسیم می‌کند. این را نباید با پاسخ فرکانسی یک تابع انتقال اشتباه کرد که آن هم شامل یک فاز است (یا به صورت معادل، یک بخش حقیقی و موهومی از یک تابع از فرکانس است). برای توابع انتقال (مثل نمودار بود و چرپ) پاسخ فرکانسی کامل را می‌توان در دو قسمت ترسیم کرد، دامنه دربرابر فرکانس و فاز دربرابر فرکانس- چگالی طیفی فاز، طیف فاز یا فاز طیفی (یا به صورت کمتر معمول، به صورت قسمت‌های حقیقی و موهومی از تابع انتقال). پاسخ ضربه (در دامنه زمان) {\displaystyle h(t)} را معمولاً نمی‌توان به صورت یکتا فقط از قسمت چگالی طیفی دامنه و بدون تابع فاز بازیابی کرد. اگرچه این‌ها زوج‌های تبدیل فوریه هستند، تقارنی در آن‌ها وجود ندارند (به آن صورت که برای خودهمبستگی وجود دارد) و این تبدیل فوریه را مجبور نمی‌کند تا مقدار حقیقی داشته باشد. نویز فاز، تاخیر زمانی و پالس بسیار کوتاه#فاز طیفی را ببینید.

## کاربردها

### مهندسی الکترونیک

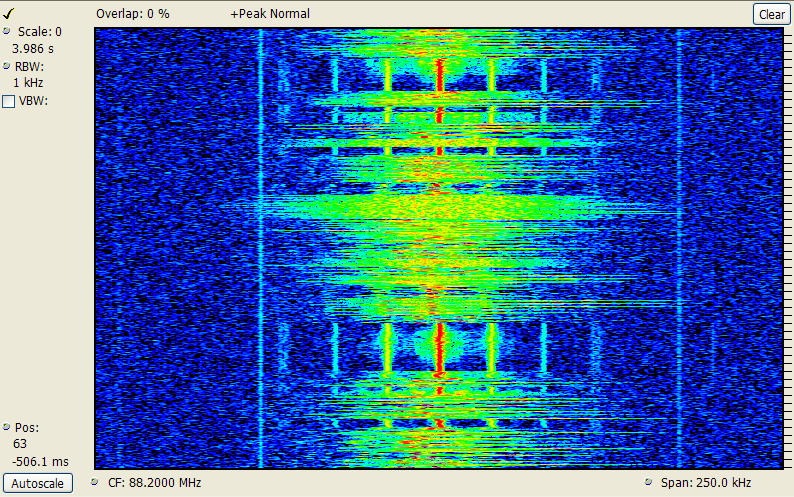
خروجی طیف‌سنج برای یک سیگنال رادیوی FM که نشان‌دهنده فرکانس (روی محور افقی) و زمان (افزایش یابنده به صورت بالا رونده روی محور عمودی) است.

مفهوم و استفاده از طیف توانی یک سیگنال در مهندسی برق بنیادین و اساسی است، مخصوصاً در سامانه‌های ارتباطی الکترونیکی مثل ارتباطات رادیویی، رادارها، و سامانه‌های مرتبط، بعلاوه فن‌آوری سنجش از دور پالس منفعل هم طیف توان کاربرد دارد. از ابزار الکترونیکی که تحلیل‌گر طیف نام دارند برای مشاهده و اندازه‌گیری طیف توانی سیگنال‌ها استفاده می‌شود.
تحلیل‌گر طیف اندازه تبدیل فوریه زمان-کوتاه (STFT) را برای یک سیگنال ورودی اندازه‌گیری می‌کند. اگر سیگنالی که می‌خواهیم آن را تحلیل کنیم را یک فرایند مانا در نظر بگیریم، آنوقت STFT یک تخمین بخوبی صاف از چگالی طیف توان آن است.

### کیهان‌شناسی
نوسانات نخستین، یعنی تغییرات چگالی در جهان نخستین، توسط یک «طیف توان» کمی‌سازی می‌شوند، که توان تغییرات را به صورت تابعی از مقیاس فضایی به دست می‌دهد.

## یادداشت
1. ↑  Some authors (e.g. Risken[۱۲]) still use the non-normalized Fourier transform in a formal way to formulate a definition of the power spectral density

{\displaystyle \langle {\hat {x}}(\omega ){\hat {x}}^{\ast }(\omega ')\rangle =2\pi f(\omega )\delta (\omega -\omega ')},

where {\displaystyle \delta (\omega -\omega ')} is the Dirac delta function. Such formal statements may sometimes be useful to guide the intuition, but should always be used with utmost care.